# Marcantonio Giustinian
Marcantonio Giustinian, född 1619, död 1688, var en venetiansk doge. Han var regerande doge av Venedig 1684–1688.